# Escudo de Tosagua
El Escudo del cantón Tosagua provincia de Manabí es el emblema y sello oficial que representa a Tosagua cantón de Manabí en Ecuador, que se ubica en la región de la costa. Además es el símbolo con mayor representatividad de este cantón manabita, utilizado mayormente por las instituciones públicas y privadas como la municipalidad y establecimientos educativos de Tosagua.  

## Diseño y Forma
El escudo está adornado a los costados por banderas del cantón que en la parte inferior se juntan en forma rítmica mediante un lazo, que sujeta las ramas de olivo y laurel; en la parte superior del escudo aparece una antorcha, la figura interna está dividida en tres secciones las cuales representan el histórico 3 de octubre de 1983 en que los tosaguenses tomaron la decisión de cantonizarse. 

## Simbolismo
- Ramas de olivo y laurel. Simbolizan el triunfo y la gloria de sus habitantes.
- La Antorcha. Representa la libertad de un pueblo que marcha pujante en pos del bienestar de sus hijos.
- Secciones internas. Encierran el desarrollo agroindustrial, su historia y el carácter de sus habitantes. El cuadro inferior y de mayor espacio sintetiza el carácter rebelde reclamando justicia.
- Cuadro central superior izquierdo. Representa el potencial económico, su geografía, su alma humana vigorosa y noble.
- Cuadro central superior derecho. Muestra su auge industrial y progreso representado por el Piñón, junto a la ganadería que es otro renglón económico, al fondo están los silos donde se almacenan los productos de la zona, especialmente gramíneas. También figuran sus carreteras y sus exuberantes campos.
- El puño en alto. Constituye la unión, la fuerza y la rebeldía, complementados con los rayos del sol que sintetizan acción, vitalidad y alegría.
- Cinta blanca. Representa pureza y dignidad, determinando la fecha de cantonización.